# Anthony Hickox
Pour les articles homonymes, voir Hickox.
Anthony Hickox est un réalisateur, scénariste, producteur et acteur britannique né le 30 janvier 1959 au Hampstead à Londres en Angleterre et mort le 9 octobre 2023.

## Biographie

### Enfance et formations
Anthony Hickox est né en 1959 dans le quartier de Hampstead à Londres, en présence de son père[Quoi ?], le réalisateur Douglas Hickox. Sa mère est la monteuse Anne V. Coates.
Il grandit avec son frère James D.R. Hickox (futur réalisateur) et sa sœur Emma E. Hickox (en) (future monteuse).

## Filmographie

### En tant que réalisateur

#### Films
- 1988 : Waxwork
- 1990 : Sundown (en) (Sundown: The Vampire in Retreat)
- 1992 : Waxwork 2 (Waxwork II : Lost in Time)
- 1992 : Hellraiser 3 (Hellraiser III Hell on Earth)
- 1993 : Warlock: The Armageddon
- 1995 : Payback
- 1996 : Piège intime (Invasion of Privacy)
- 1997 : Prince Vaillant (Prince Valiant)
- 1999 : Storm Catcher
- 1999 : Jill the Killer (Jill Rips)
- 2000 : Contamination (The Contaminated Man)
- 2001 : Last Run
- 2003 : Consequence
- 2004 : Blast (en)
- 2005 : Piège en eaux profondes (Submerged)
- 2009 : Knife Edge (en)
- 2009 : Exodus to Shanghai

#### Court métrage
- 2013 : Breakdown.

#### Téléfilms
- 1993 : Full Eclipse
- 1998 : Le Flic de Shanghaï (Martial Law)
- 2002 : Témoin sous protection (Federal Protection)
- 2005 : Piège en eaux profondes

#### Séries télévisées
- 1994 : New York Undercover (saison 1, épisode 8 : Enlèvement demandé (Missing))
- 1995 : Extrême (Extreme) (3 épisodes)
- 1996 : Two (saison 1, épisode 0 : Pilote (Unaired Pilot))
- 1997 : Pensacola (Pensacola: Wings of Gold) (saison 1, épisode 3 : Le Dernier Envol (Freebird))
- 2003 : Shoot Me! (saison 1, épisode 0)

### En tant que scénariste

#### Films
- 1988 : Waxwork d’Anthony Hickox
- 1990 : Sundown (en) (Sundown: The Vampire in Retreat) d’Anthony Hickox
- 1992 : Waxwork 2 (Waxwork II : Lost in Time) d’Anthony Hickox
- 1997 : Prince Vaillant (Prince Valiant) d’Anthony Hickox
- 2001 : Last Run d’Anthony Hickox
- 2005 : Piège en eaux profondes (Submerged) d’Anthony Hickox
- 2009 : Knife Edge (en) d’Anthony Hickox

#### Court métrage
- 2013 : Breakdown d’Anthony Hickox.

#### Série télévisée
- 2003 : Shoot Me! (saison 1, épisode 0).

#### Téléfilm
- 2013 : La Malédiction de la pyramide (Prisoners of the Sun) de Roger Christian.

### En tant que producteur

#### Films
- 1995 : Les Démons du maïs 3 : Les Moissons de la Terreur (Children of the Corn III: Urban Harvest) de James D.R. Hickox (producteur délégué)
- 1998 : Carnival of Souls d’Adam Grossman et Ian Kessner (coproducteur délégué)
- 2009 : Knife Edge (en) d’Anthony Hickox (producteur délégué)
- 2011 : The Harrowing de Tim Burke (producteur délégué)
- 2012 : Yellow de Nick Cassavetes (producteur associé)

### En tant qu’acteur

#### Films
- 1970 : Les Derniers Aventuriers (The Adventurers) de Lewis Gilbert : le jeune Robert
- 1988 : Waxwork d’Anthony Hickox : le prince anglais
- 1989 : L'Homme homard venu de Mars (Lobster Man From Mars) de Stanley Sheff : John
- 1992 : Hellraiser 3 (Hellraiser III Hell on Earth) d’Anthony Hickox : un soldat
- 1992 : Waxwork 2 (Waxwork II : Lost in Time) d’Anthony Hickox : un personnel du King’s
- 1993 : Warlock: The Armageddon d'Anthony Hickox : Dark Leader
- 1993 : Deadly Exposure de Lawrence Mortorff : le tueur
- 1995 : Les Démons du maïs 3 : Les Moissons de la Terreur (Children of the Corn III: Urban Harvest) de James D.R. Hickox : Hans (non-crédité)
- 1995 : The Granny de Luca Bercovici (en) : Frederick
- 1996 : Piège intime (Invasion of Privacy) d'Anthony Hickox : Father Figure
- 1997 : Prince Vaillant (Prince Valiant) d'Anthony Hickox : Prince Gauvain
- 1998 : The Gardener de James D.R. Hickox : Del
- 1999 : Storm Catcher de Tony Hickox : l’agent Load
- 2001 : Last Run d’Anthony Hickox : Riley Chapin
- 2004 : Blast (en) de Tony Hickox : Tony
- 2014 : Love by Design de Michael Damian : Helmut
- 2009 : Exodus to Shanghai d’Anthony Hickox : le commandant Fleming

#### Court métrage
- 2013 : Breakdown d’Anthony Hickox.

#### Téléfilms
- 1997 : Hollywood Confidential de Reynaldo Villalobos (en) : Walter
- 2002 : Témoin sous protection (Federal Protection) de Tony Hickox : Hitman